# Meserve Glacier
Meserve Glacier är en glaciär i Antarktis. Den ligger i Östantarktis. Nya Zeeland gör anspråk på området. Meserve Glacier ligger 564 meter över havet.
Terrängen runt Meserve Glacier är bergig åt nordväst, men åt sydost är den kuperad. Meserve Glacier ligger nere i en dal. Trakten är obefolkad. Det finns inga samhällen i närheten. 